# Chu Khẩu
Chu Khẩu (tiếng Trung: 周口市 bính âm: Zhōukǒu Shì, Hán-Việt: Chu Khẩu thị) là một địa cấp thị của tỉnh Hà Nam, Trung Quốc.

## Hành chính
Chu Khẩu quản lí trực tiếp 2 quận, 7 huyện và quản lí đại thể 1 thành phố cấp huyện.
- Quận: Xuyên Vị (川汇区), Hoài Dương (淮阳区)
- Huyện: Phù Câu (扶沟县), Tây Hoa (西华县), Thương Thủy (商水县), Trầm Khâu (沈丘县), Đan Thành (郸城县), Thái Khang (太康县), Lộc Ấp (鹿邑县)
- Thành phố cấp huyện: Hạng Thành (项城市)